# Župnija Polje ob Sotli
Župnija Polje ob Sotli je rimskokatoliška teritorialna župnija Dekanije Kozje–Rogatec–Šmarje pri Jelšah škofije Celje.

## Zgodovina
Župnija je bila ustanovljena 1874, cerkev omenjena že 1545.
Do 7. aprila 2006, ko je bila ustanovljena škofija Celje, je bila župnija del kozjanskega naddekanata škofije Maribor.